# VLAN Trunking Protocol

VLAN Trunking Protocol

Das VLAN Trunking Protocol (VTP) ist ein Protokoll zur Konfiguration und Administration von VLANs in Cisco-Netzen.

## Funktionsweise
VTP basiert auf einem Domänenkonzept und kennt vier verschiedene Switch-Modi:
- client
- server
- transparent
- off (siehe Cisco-Weblink)

Nur im Server- und Transparent-Modus können VLANs auf einem Switch manuell hinzugefügt, geändert oder gelöscht werden. Diese Änderungen der lokalen VLAN-Datenbank werden über ein spezielles Kommando an alle Geräte, die sich in der VTP-Domain befinden, über die Trunks weitergegeben. Im transparenten Modus werden diese VTP Advertisements zu anderen Switches durchgeleitet. Der Switch selbst reagiert auf diese Advertisements nicht. Im Client-Modus kann die VLAN-Datenbank des Switches nicht manuell geändert werden, der Switch lernt die VLAN-Konfiguration ausschließlich über die Advertisements. Ansonsten verhält sich ein Client-Switch identisch zu einem Server-Switch (u. a. verteilt auch er seine VLAN-Datenbank in der Domäne).
Jede VTP-Datenbank enthält eine Configuration Revision Number. Diese Nummer wird bei jeder Änderung erhöht. Empfängt ein Switch ein VTP-Advertisement mit einer höheren Revisionsnummer so übernimmt er die empfangene VLAN-Konfiguration, ansonsten wird das Advertisement ignoriert. Dies gilt für Server- und Client-Switches, was dazu führen kann, dass ein versehentlich in eine Domäne verbrachter Client-Switch mit passender Domänen-ID und hoher Revisionsnummer die VLAN-Datenbanken der gesamten Domäne überschreiben kann.
Bei der Verwendung des VTP Version 1 und 2 können nur VLANs von 1 bis 1005 verwendet werden. VTP Version 3 unterstützt extended VLAN (1006 bis 4096). Advertisements werden durch einen VTP-Server standardmäßig alle fünf Minuten sowie nach dem Verändern der VLAN-Konfiguration am Server versandt.
Ab den Softwareversionen
- IOS 12.2(33)SXI (Catalyst 65xx)
- IOS 12.2(33r)SRC3 (Catalyst 76xx) und
- CATOS Version 8.7(1) (Catalyst 65xx)

ist der Einsatz von VTP Version 3 möglich. Damit können auch extended VLANs verteilt werden. Eine Umstellung von Version von 2 auf 3 ist ausfallfrei möglich. Clients, die nur Version 2 beherrschen, werden weiterhin mit Replikationen im Bereich ≤ 1005 versorgt.